# Maciejowice (gemeente)
De gemeente Maciejowice is een landgemeente in het Poolse woiwodschap Mazovië, in powiat Garwoliński.
De zetel van de gemeente is in Maciejowice.
Op 30 juni 2004 telde de gemeente 7390 inwoners.

## Oppervlakte gegevens
In 2002 bedroeg de totale oppervlakte van gemeente Maciejowice 172,67 km², waarvan:
- agrarisch gebied: 50%
- bossen: 37%

De gemeente beslaat 13,44% van de totale oppervlakte van de powiat.

## Demografie
Stand op 30 juni 2004:
| Omschrijving                   | Totaal | Totaal | Vrouwen | Vrouwen | Mannen | Mannen |
| ------------------------------ | ------ | ------ | ------- | ------- | ------ | ------ |
| eenheid                        | aantal | %      | aantal  | %       | aantal | %      |
| inwoners                       | 7390   | 100    | 3602    | 48,7    | 3788   | 51,3   |
| bevolkingsdichtheid (inw./km²) | 42,8   | 42,8   | 20,9    | 20,9    | 21,9   | 21,9   |

In 2002 bedroeg het gemiddelde inkomen per inwoner 1313,98 zł.

## Administratieve plaatsen (sołectwo)
Antoniówka Świerżowska, Antoniówka Wilczkowska, Bączki, Budy Podłęskie, Domaszew, Kawęczyn, Kępa Podwierzbiańska, Kobylnica, Kochów, Kochów-Kępa, Kraski Dolne, Kraski Górne, Leonów, Maciejowice, Malamówka, Nowe Kraski, Oblin, Oblin-Grądki, Oblin-Korczunek, Oronne, Ostrów, Pasternik, Podłęż, Podoblin, Podstolice, Podwierzbie, Pogorzelec, Polik, Przewóz, Samogoszcz, Strych, Topolin, Tyrzyn, Uchacze, Wróble-Wargocin.

## Aangrenzende gemeenten
Kozienice, Łaskarzew, Magnuszew, Sobolew, Stężyca, Trojanów, Wilga